# Biłokamjane
Biłokamjane (ukr. Білокам'яне, ros. Белокаменное, Biełokamiennoje) – wieś na Ukrainie, w Autonomicznej Republice Krymu (de iure stanowiącej integralną część państwa ukraińskiego, w 2014 anektowanej przez Rosję i odtąd funkcjonującej jako Republika Krymu), w rejonie bakczysarajskim. W 2001 liczyła 400 mieszkańców, wśród których 10 wskazało jako ojczysty język ukraiński, 129 rosyjski, 252 krymskotatarski, 4 białoruski, a 5 inny. Według spisu ludności przeprowadzonego przez okupacyjne władze rosyjskie populacja wsi w 2014 wynosiła 416 osoby.